# EuroCrypt
Pour l’article homonyme, voir Eurocrypt (en), conférence annuelle de cryptologie.

Carte d'abonnement Visiopass datant de 1990 exploitant le contrôle d'accès EuroCrypt.

EuroCrypt est un ancien système de contrôle d'accès intégrant un dispositif de chiffrement pour la télévision payante, développé par France Télécom. Il a été remplacé par le système Viaccess.

## Historique
Il a été exploité principalement en Europe. En France, il a été associé à la norme de télédiffusion D2 Mac à partir de 1990, puis le bouquet analogique Canalsatellite en 1993 ainsi que sur certains réseaux câblés (France Télécom Câble et Lyonnaise Câble). Il est le premier contrôle d'accès intégré dans des récepteurs ou décodeurs D2 Mac compatibles avec le format d'images 16/9.
Avec l'émergence de la télédiffusion numérique, il a été remplacé par son successeur dont il reprend certaines licences et brevets, le Viaccess.

## Principes
Le système EuroCrypt comprend trois éléments combinés :
- Un lecteur de carte à puce et ses logiciels associés
- Une carte à puce et ses logiciels associés
- Une gestion de droits d'abonnement ou contrôle d'accès, pour chaque terminal (abonné)

Le système d'accès conditionnel ou Contrôle d'accès (télévision) tel qu'EuroCrypt, a pour fonction d'ouvrir ou pas l'accès au programme de désembrouillage ou algorithme CAS (accès contrôlé), dont les droits sont contenu dans les clés numériques que la carte à puce d'abonné contient et à permettre la mise à jour de ces droits, grâce aux données spécifiques contenues dans le signal télédiffusé.